# 龙门镇 (永新县)
龙门镇，是中华人民共和国江西省吉安市永新县下辖的一个乡镇级行政单位。

## 行政区划
龙门镇下辖以下地区：
龙门街社区、五星村、六团村、黄冈村、吟秋村、樟村、樟陂村、龙湖村、沙堤村、龙星村、团结村、沙田村、灌田村和铁井村。